# Office for iPad
Office for iPadとは、2014年3月27日に発表されたMicrosoft OfficeのiPad版である。
それまでは簡易版の「Office Mobile」しかなかったために、公開後わずか5時間で、iPadの米国で最も人気のあるアプリになった。（1位：Word、3位：Excel、4位：PowerPoint）
。
対応OSはiOS 12.0以上。マイクロソフトのオンラインサービス、Microsoft 365上で利用権を購入して使うかたちになるが、無料でもファイルの閲覧と簡単な編集はできる。
これに伴い、簡易編集ができる「Office Mobile」のiPhone、Android、Windows Phone版が個人利用に限り無料になった。
2014年3月時点では、日本ではOffice 365が未整備だったため配信が開始されなかったが、同年11月に日本でも配信が開始された。

## 含まれるアプリ
Word for iPad
Excel for iPad
PowerPoint for iPad
OneNote for iPad (2011年12月にリリース済み)

## 利用できる機能

### 無料版
ドキュメントの閲覧のみ可能

### Office 365パーソナルサブスクリプション
文書作成、編集などフル機能で使うには、Office 365サブスクリプションが必要である。